# Teniet El Abed
Teniet El Abed là một thị trấn thuộc tỉnh Batna, Algérie. Dân số thời điểm năm 2002 là 10.471 người.